# 奇日基
49°37′47″N 22°57′22″E / 49.62972°N 22.95611°E
奇日基（烏克蘭語：Чижки），是烏克蘭西部的村莊，隸屬利維夫州的桑比爾區。該村處於奇日卡河畔，面積1.59平方公里，海拔高度260米，2001年人口513。